# Ty Inc.
Ty (estilizado como ty) es una empresa multinacional estadounidense con sede en Oak Brook, Illinois, un suburbio de Chicago. fundado por Ty Warner en 1986. Diseña, desarrolla y vende productos exclusivamente a mercados de especialidad en todo el mundo.

## Internet

### Primer sitio web "Empresa a consumidor"
Ty fue la primera empresa en producir un sitio web directo al consumidor diseñado para atraer a su mercado.Este es un factor importante que contribuye a la popularidad temprana y de rápido crecimiento de Beanie Babies.  Por el tiempo la primera iteración del sitio de Web del Ty estuvo publicada en el tardío 1995, sólo el 14% de los estadounidenses utilizaban el Internet. Junto con el lanzamiento del sitio web de Ty, todas las etiquetas colgantes de Beanie Baby tenían la URL del sitio web de Ty y un llamado a la acción impreso debajo de los poemas y cumpleaños que ordenaban al público que visitara el sitio web de la empresa con un texto que decía: ¡¡¡Visita nuestra página web!!! Como resultado, los consumidores visitaban el sitio de Web del Ty por miles para obtener información sobre Beanie Babies, el cual era completamente sin precedentes en el tiempo. Ty fue el primer negocio a apalancamiento su sitio de Web para conectar y comprometer con consumidores de sus productos. Este esfuerzo evolucionó a la primera sensación de Internet del mundo.

## Donaciones
Ty ha sido implicado en una cantidad grande de donaciones. Algunos ha sido a través de la venta de ciertos Beanie Babies, con los procedimientos han sido dados a varias causas. También ha sido a través de otro medio, como votar para una tarifa.
Un tal Beanie Baby de donación era Ariel , hecho para recaudar fondos para la Fundación Elizabeth Glaser Pediatric AIDS. Sus ventas levantaron un total de $3.4 millones para la fundación. Otros incluyen Conscientes y Concienciación, vendido para recaudar fondos para búsqueda de cáncer de mama y concienciación; y Barbaro, creado en memoria de Barbaro el caballo, para recaudar fondos para  Universidad de Escuela de Pensilvania de Medicina Veterinaria, el cual intentó salvar el caballo.
Ty también ha ganado dinero para el 2004 PGA Tour con un beanie llamó ChariTee; uno, firmado por Jack Nicklaus fue subastado por $455.
Ty era el patrocinador de camisa  de Portsmouth FC de 2002 a 2005, en qué el club estuvo promovido a  Premier League. [cita requerida]
Un beanie baby nombró "Cito" se regaló fuera a niños escolares en Montecito, California para darles la bienvenida a atrás a la escuela después del que el área estuvo afectada por las Inundaciones del 2018 del Sur de California.